# Chao Lei
 (mars 2019).
Chao Lei (趙雷, en pinyin Zhao Lei), né vers 1928 et mort le 24 juin 1996, est un acteur d'origine chinoise de nationalité inconnue (hongkongaise ou taïwanaise)[réf. nécessaire] ayant fait carrière dans les cinéma hongkongais et taïwanais, notamment célèbre dans les années 1950 et 1960.

## Biographie
Il rejoint la Shaw Brothers en 1953 et devient une star grâce au film Little Couple, où il incarne le mari d'Ouyang Sha-fei.
En 1964, il rompt avec la Shaw et rejoint sa rivale la Cathay, dans le cadre de la guerre que se livraient les deux studios pour attirer leurs collaborateurs respectifs. Il reçoit le Golden Horse du meilleur acteur en 1966 pour Hsi Shih: Beauty of Beauties de Li Han-hsiang.
Sa carrière prend fin au tout début des années 1980, hormis une apparition en 1989 dans Just Heroes.
Il meurt le 24 juin 1996 d'une pneumonie.

## Filmographie
Il a tourné dans 116 films, dont :
- 1958 : Diau Charn
- 1960 : L'Ombre enchanteresse
- 1962 : Madam White Snake
- 1962 : La Concubine magnifique
- 1964 : The Story of Sue San
- 1975 : Pirates et Guerriers
- 1989 : Just Heroes